# Stylidium violaceum
Stylidium violaceum är en tvåhjärtbladig växtart som beskrevs av Robert Brown. Stylidium violaceum ingår i släktet Stylidium och familjen Stylidiaceae. Inga underarter finns listade i Catalogue of Life.

## Bildgalleri

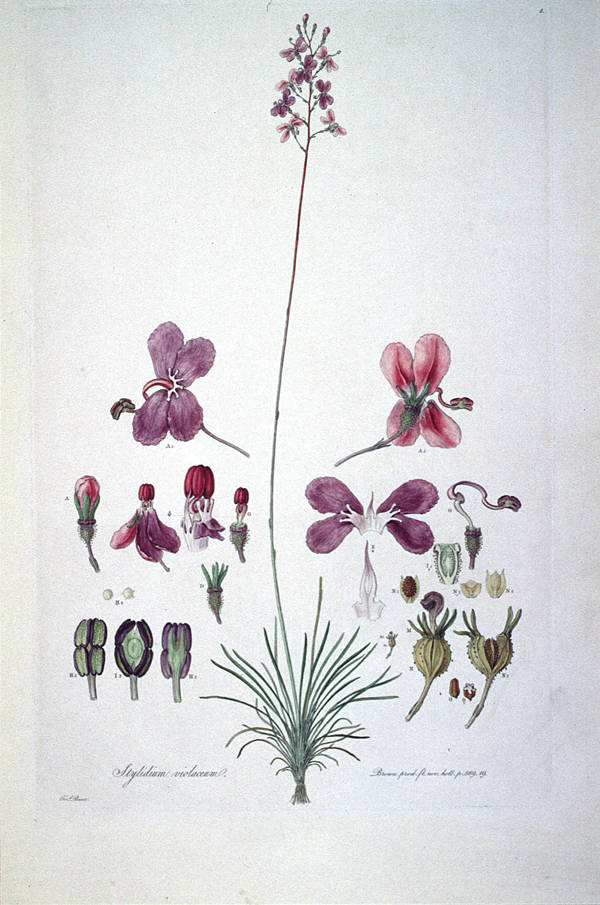
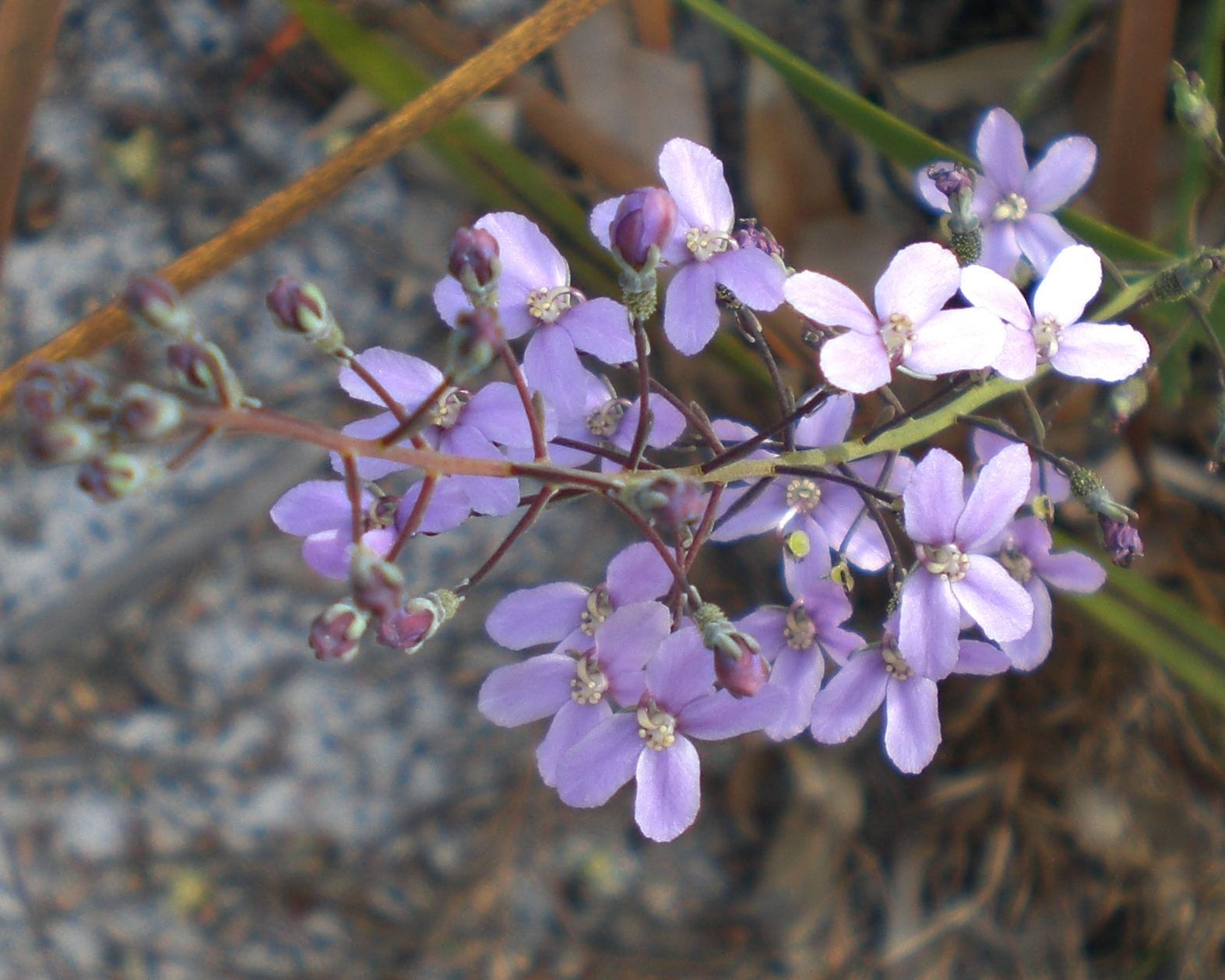
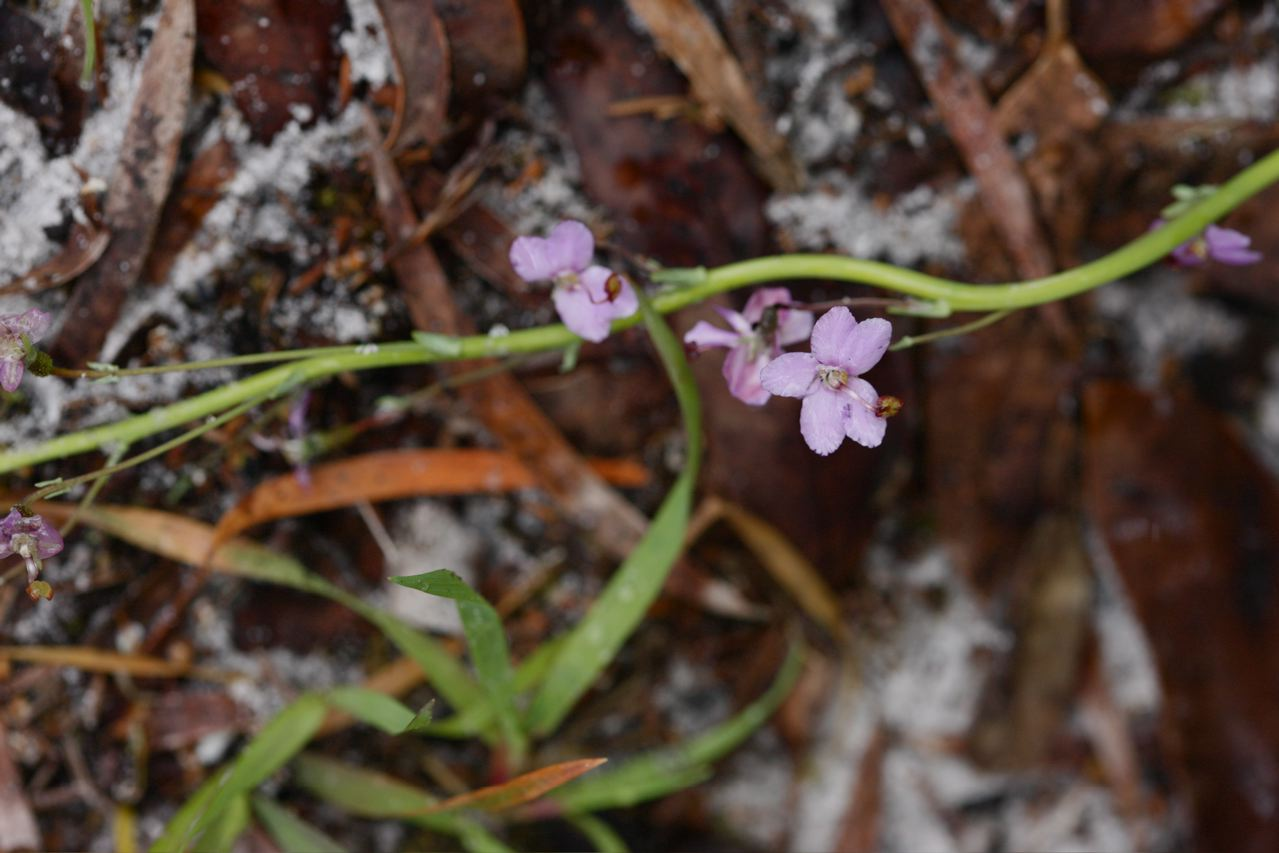
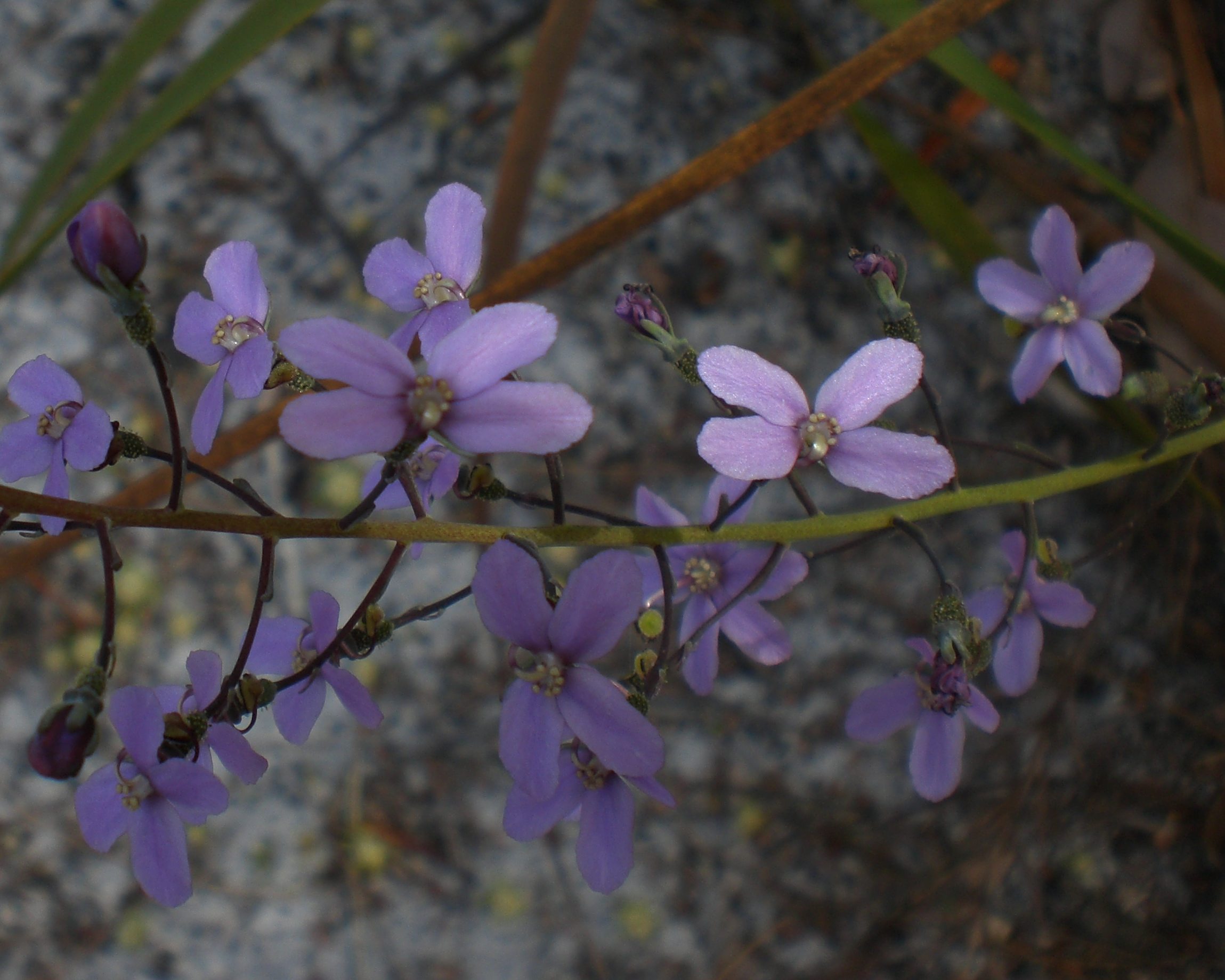
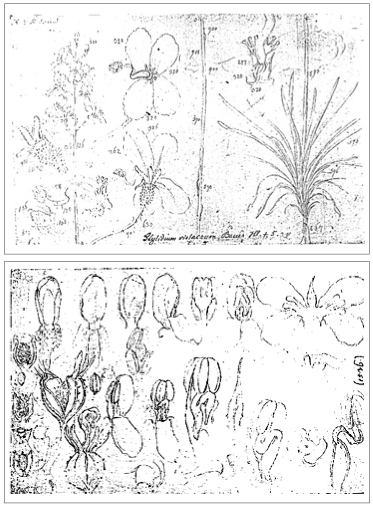